# Egusquiza
Egusquiza es una localidad argentina ubicada en el departamento Castellanos de la provincia de Santa Fe. Se encuentra sobre la ruta provincial 13, 17 km al sur de Sunchales.
Fue fundada por Guillermo Lehmann en 1884, siendo poblada en sus inicios por inmigrantes provenientes de Murello, Italia. La comuna se creó en 1903. El nombre lo debe al propietario de las tierras compradas por Lehmann: Félix Egusquiza. Es una zona de producción lechera con más de 30 tambos. En 2011 se licitó la pavimentación de la Ruta 13. Cuenta con una institución deportiva llamado Club San Isidro.
De esta localidad son oriundos los futbolistas Lucas Albertengo y su hermano Mauro Albertengo.

## Población
Cuenta con 526 habitantes (Indec, 2010), lo que representa un descenso del 4,5% frente a los 551 habitantes (Indec, 2001) del censo anterior.
| Gráfica de evolución demográfica de Egusquiza entre 1991 y 2010 |
|                                                                 |
| Fuente: Censos nacionales del INDEC                             |